# Pituca sin lucas (Chile)
Pituca sin lucas es una telenovela chilena creada por Rodrigo Bastidas en conjunto a Elena Muñoz y emitida por Mega desde el 13 de octubre de 2014 hasta el 25 de mayo de 2015, marcando el regreso del canal al horario vespertino tras la emisión de Fortunato en 2007. Protagonizada por Paola Volpato, Álvaro Rudolphy e Íngrid Cruz, fue considerada un éxito sin precedentes para ese canal en el género de ficción —comúnmente dominado entre Canal 13 y TVN— posicionándose en el primer lugar de audiencias con 25,2 puntos de rating promedio.
La telenovela narra las circunstancias de una mujer adinerada que es abandonada por su marido y por ello debe acomodarse junto a su familia a su nueva realidad económica, decidiendo habitar en un barrio de clase media donde encuentra el amor y estabilidad emocional en un hombre viudo que trabaja en un mercado de pescados y mariscos, desarrollándose la trama entre las comunas de Lo Barnechea y Maipú en la Región Metropolitana de Santiago.

## Argumento
María Teresa "Tichi" Achondo (Paola Volpato) es una adinerada mujer casada con el empresario José Antonio Risopatrón (Mauricio Pesutic), con quien tiene tres hijas, apodadas cariñosamente "las tres Marías": María Jesús (Montserrat Ballarín), María Belén (Mariana di Girolamo), y la niña María Piedad (Sofía Bennet). El gran problema de su vida, que jamás imaginó, comenzará cuando su marido tenga problemas económicos y arranque del país, dejándola sin ningún sustento económico.
Producto de esto es que se verá obligada a dejar su casa en el acomodado sector de La Dehesa e irse a vivir a una villa ubicada en Maipú con sus tres hijas y su madre Lidia Amunátegui "Lita" (Gabriela Hernández), una señora tremendamente clasista para la cual bajar de nivel social será un infierno terrenal, en donde las cinco tendrán que empezar una nueva existencia. Allí tendrán como vecino al "tiburón" Manuel Gallardo (Álvaro Rudolphy), un ateo comunista que trabaja en el Terminal Pesquero de Santiago; viudo y padre de cuatro hijos, todos llamados en honor a grandes figuras marxistas: Gladys (Fernanda Ramírez), Salvador (Francisco Puelles), Fidel (Augusto Schuster) y Ernesto "Chechico" (Benjamín Muñoz). Manuel además mantiene hace más de un año una relación sentimental con una compañera de trabajo, la "reineta" Stella González (Íngrid Cruz).
Desde el momento que se conocen, "Tichi" y Manuel (quien reconoce no haberse enamorado desde el momento de enviudar hace más de ocho años) se odiarán, ninguno tolerará al otro producto de sus diferentes formas de ser y su diferente clase social. Pero con el transcurrir de los capítulos, además de convertirse en grandes compañeros de trabajo, como dice el dicho del odio al amor puede haber un solo paso, aunque él también deberá enfrentar la promesa que le hizo a sus cuatro hijos de no volver a emparejarse.

## Reparto
- Paola Volpato como María Teresa "Tichi" Achondo
- Álvaro Rudolphy como Manuel "Tiburón" Gallardo
- Íngrid Cruz como Stella "Reineta" González
- Mauricio Pešutić como José Antonio Risopatrón
- Gabriela Hernández como Lidia "Lita" Amunátegui
- Augusto Schuster como Fidel Gallardo
- Mariana Di Girolamo como María Belén Risopatrón
- Fernando Godoy como Gregorio "Goyo" Cereceda
- Francisco Puelles como Salvador Gallardo
- Fernanda Ramírez como Gladys Gallardo
- Ignacio Garmendia como Felipe Aldunate
- Montserrat Ballarín como María Jesús Risopatrón
- María de los Ángeles García como Margarita Bravo
- Fernando Farías como Benito Saavedra
- Otilio Castro como Enrique "Enri-André" Andrade
- Claudio Olate como Miguel Balmaceda
- Jacqueline Boudon- cómo Sandra Riquelme
- Sofía Bennet como María Piedad "Pitita" Risopatrón
- Benjamín Muñoz como Ernesto "Chechico" Gallardo
- Carlos Martínez Muñoz como Pastor Jonás.
- Paulina Eguiluz cómo Rossana Saavedra (mamá de Margarita e hija de don Benito)
- Andrea Zuckerman- cómo Catalina Tagle (amiga de Richi)
- Luz María Yacometti- cómo Gabriela Fernández
- Paula Gutiérrez- cómo Jennifer Tamara (novia de Goyo)
- Hernán Lacalle- cómo Rafael Salazar
- Patricia López Ríos- cómo génesis Marambio (novia de Goyo)
- Fernando Larraín- cómo Esteban Chazarreta
- Andrés pozo- cómo padre Sergio Bustos
- Félix Villar- cómo Patricio Quezada (compañero de Gladys)

## Equipo
- Dirección de Producción Mega: Andrea Dell'Orto
- Dirección de Área Dramática Mega: María Eugenia Rencoret
- Guion: Rodrigo Bastidas
- Producción Ejecutiva: Patricio López
- Dirección General: Patricio González
- Producción General: Bruno Córdova
- Coordinación de Producción: Pablo Aedo

## Producción
Gran parte de la telenovela fue grabada en la Ciudad Satélite de la comuna de Maipú y en el Terminal Pesquero Metropolitano, todas locaciones ubicadas en Santiago de Chile. En cuanto al colegio al que asisten los integrantes infantiles y juveniles del programa es el Colegio Altair, ubicado en la comuna de Padre Hurtado. Las escenas en interiores son grabadas en el edificio del área dramática de Mega, ubicado en la comuna de Las Condes (antiguamente ocupado por el canal La Red) y las escenas de los personajes en el supermercado son grabadas en el supermercado Santa Isabel de la comuna de Huechuraba. El autor Rodrigo Bastidas utilizó los nombres de las figuras políticas: Fidel Castro, Salvador Allende, Gladys Marín y Ernesto 'Che' Guevara para nombrar a los hijos del protagonista en el guion. Mientras que ocupó nombres religiosos para nombrar a las hijas de la protagonista. 
Para la banda sonora, se utilizó como tema principal la canción «Cuando nos volvamos a encontrar» del cantante colombiano Carlos Vives, esta fue utilizada en la secuencia de apertura y créditos finales. El mismo Vives participó en el video promocional de la novela.

## Recepción
Fue estrenada en horario estelar el 13 de octubre de 2014, promediando 33,5 puntos de sintonía y siendo la telenovela más vista del año debido a la baja sintonía de sus competidoras Caleta del sol de TVN y Valió la pena de Canal 13. Pituca sin lucas alcanzó promedios de sintonía superiores a los 25 puntos en la mayor parte de sus episodios (el capítulo menos visto hasta el momento ha sido el del 31 de octubre, día festivo nacional, en el que marcó 18,5 puntos y fue el programa más visto del día) y ampliando el margen de rating con la competencia más allá de veinte puntos promedio, siendo la segunda telenovela que logra esto desde el inicio de la guerra de las teleseries en 1993 (la primera fue Amores de mercado, que en 2001 arrasó en sintonía a Piel canela y se convirtió en la producción más vista en la historia de la televisión chilena medida por el audímetro), lo que obligó a trasladar las producciones de los otros dos canales a las 18:00 horas.
Las emisiones resumidas de los cinco capítulos semanales, transmitidas todos los sábados y domingos,  superaron los 15 puntos de sintonía en horario vespertino y las repeticiones diarias de los capítulos (transmitidas de domingo a jueves pasada las 1:00 horas) llegaron a superar el rating de la emisión original de las 20:00 horas, como la repetición del segundo capítulo el 15 de octubre, transmitida a las 22:50 horas, el cual promedió 33,4 puntos mientras que la emisión original logró 23,0 puntos. El episodio más visto de la telenovela fue el transmitido el 25 de mayo de 2015, que promedió 36,4 puntos entre las 19:54 y las 20:26 horas, lo que lo convirtió en el programa de televisión más visto del día en Chile.[cita requerida]
La actuación del personaje de «Lita» interpretada por la actriz Gabriela Hernández, se volvió viral en las redes sociales por su vocabulario vinculado a la clase alta de ese país, y formas de relacionarse con los demás personajes.

## Banda sonora
| Intérprete                              | Tema                              | Personaje(s)           | Actor(es)                                      |
| --------------------------------------- | --------------------------------- | ---------------------- | ---------------------------------------------- |
| Carlos Vives, Marc Anthony              | «Cuando nos volvamos a encontrar» | Tema principal         | Tema principal                                 |
| Pablo Alborán                           | «Dónde está el amor»              | Tichi y Manuel         | Paola Volpato y Álvaro Rudolphy                |
| Missiego                                | «Mueve tu cucu»                   | Stella                 | Íngrid Cruz                                    |
| Río Roma                                | «Mi persona favorita»             | Fidel y María Belén    | Augusto Schuster y Mariana di Girolamo         |
| Rocko y Blasty                          | «Besitos de colores»              | María Jesús y Salvador | Montserrat Ballarín y Francisco Puelles        |
| Melendi                                 | «Tu jardín con enanitos»          | Gladys y Felipe        | Fernanda Ramírez e Ignacio Garmendia           |
| Los Vásquez                             | «Juana María»                     | Stella y Goyo          | Íngrid Cruz y Fernando Godoy                   |
| Camila                                  | «Decidiste dejarme»               | María Jesús y Felipe   | Montserrat Ballarín e Ignacio Garmendia        |
| Axel                                    | «Afinidad»                        | Fidel y Margarita      | Augusto Schuster y María de los Ángeles García |
| Sonus                                   | «Vecina»                          | María Piedad y Ernesto | Sofía Bennet y Benjamín Muñoz                  |
| Manuel Faivre, Miguel Saboga, Yvo Abadi | «Kitsch Computer»                 | María Piedad y Ernesto | Sofía Bennet y Benjamín Muñoz                  |
| Los Tres                                | «¿Quién es la que viene allí?»    | Lita y Don Benito      | Gabriela Hernández y Fernando Farías           |
| Oscarcito                               | «Tumbayé»                         | María Belén y Benjamín | Mariana di Girolamo y Ricardo Vergara          |
| Mario Gallo                             | «Calor y fuego»                   | Gladys y Patricio      | Fernanda Ramírez y Félix Villar                |
| Villa Cariño                            | «Pasar de largo»                  | Locaciones             | Locaciones                                     |
| Naykon                                  | «Ya se acabó»                     | Locaciones             | Locaciones                                     |

## Premios y nominaciones
| Año  | Premio                                | Categoría                                                                          | Nominados                | Resultados |
| ---- | ------------------------------------- | ---------------------------------------------------------------------------------- | ------------------------ | ---------- |
| 2015 | Premios TV Grama 2014                 | Mejor teleserie nacional                                                           | Mejor teleserie nacional | Ganadora   |
| 2015 | Premios TV Grama 2014                 | Mejor actriz                                                                       | Paola Volpato            | Ganadora   |
| 2015 | Premios TV Grama 2014                 | Mejor actor                                                                        | Álvaro Rudolphy          | Nominado   |
| 2015 | Premios Fotech                        |                                                                                    |                          |            |
| 2015 | Mejor teleserie                       | Mejor teleserie                                                                    | Ganadora                 |            |
| 2015 | Mejor actriz principal de teleseries  | Paola Volpato                                                                      | Ganadora                 |            |
| 2015 | Mejor actriz principal de teleseries  | Íngrid Cruz                                                                        | Nominada                 |            |
| 2015 | Mejor actor principal de teleseries   | Álvaro Rudolphy                                                                    | Ganador                  |            |
| 2015 | Mejor actriz secundaria de teleseries | Gabriela Hernández                                                                 | Ganadora                 |            |
| 2015 | Mejor actor secundario de teleseries  | Augusto Schuster                                                                   | Ganador                  |            |
| 2015 | Revelación actoral del año            | Mariana di Girolamo                                                                | Ganadora                 |            |
| 2015 | Revelación actoral del año            | Fernanda Ramírez                                                                   | Nominada                 |            |
| 2015 | Mejor dirección teleseries            | Patricio González, Pablo Aedo, Felipe Arratia y Mauricio Lucero                    | Ganadores                |            |
| 2015 | Mejor guion teleseries                | Rodrigo Bastidas, Elena Muñoz, Alejandra Saavedra, Hugo Castillo y Milena Bastidas | Ganadores                |            |
| 2015 | Copihue de Oro                        |                                                                                    |                          |            |
| 2015 | Mejor serie o teleserie               | Mejor serie o teleserie                                                            | Nominada                 |            |
| 2015 | Mejor actriz                          | Íngrid Cruz                                                                        | Ganadora                 |            |
| 2015 | Mejor actriz                          | Paola Volpato                                                                      | Nominada                 |            |
| 2015 | Mejor actor                           | Álvaro Rudolphy                                                                    | Ganador                  |            |
| 2015 | Mejor actor                           | Augusto Schuster                                                                   | Nominado                 |            |
| 2016 | Premios Caleuche                      |                                                                                    |                          |            |
| 2016 | Premios Caleuche                      | Mejor actriz protagónica                                                           | Íngrid Cruz              | Nominada   |
| 2016 | Premios Caleuche                      | Mejor actriz protagónica                                                           | Paola Volpato            | Nominada   |
| 2016 | Premios Caleuche                      | Mejor actor protagónico                                                            | Álvaro Rudolphy          | Nominado   |
| 2016 | Premios Caleuche                      | Mejor actriz de reparto                                                            | Gabriela Hernández       | Ganadora   |
| 2016 | Premios Caleuche                      | Mejor actor de reparto                                                             | Otilio Castro            | Ganador    |
| 2016 | Premios Caleuche                      | Mejor actor de reparto                                                             | Augusto Schuster         | Nominado   |

## Versiones
- Durante 2016 y 2017 Telemundo emitió su propia versión titulada Silvana sin lana,[14] protagonizada por Maritza Rodríguez y Carlos Ponce, y con la actuación antagónica de Marimar Vega.[15]
- El 6 de mayo de 2024 se estrenó una adaptación peruana de Pituca sin lucas gracias un convenió entre Mega y Latina Televisión, la cual estarán protagonizadas por Emilia Drago, Francisca Aronsson y Jorge Aravena.[16]

## Retransmisiones
Ha sido retransmitida en dos ocasiones: en 2015, en el horario del mediodía y desde el 4 de mayo de 2020, en horario estelar.